# Магічне Циркове Шоу 2013
Магічне Циркове Шоу 2013 — 4 конкурс циркових мистецтв серед дітей віком від 9 до 14 років, який організовує Європейська Мовна Спілка.

## Вибір країни організатора
На даний момент інтерес до проведення конкурсу 2013 висловили:
- Бельгія, Брюссель, Королівський цирк (VRT)
- Франція, Париж, Стад де Франс (France 3)
- Швейцарія, Женева, Різдвяний Цирк (RTS)

## Зміна правил
Можливо, буде запроваджено СМС і журі голосування

## Відбір
Всі країни-учасниці шоу повинні визначити своїх представників до червня 2012 року і Європейська мовна спілка оголосить представників в країнах не раніше жовтня 2012 року.
| № | Країна    | Учасник | Профіль учасника |
| - | --------- | ------- | ---------------- |
|   | Бельгія   |         |                  |
|   | Білорусь  |         |                  |
|   | Росія     |         |                  |
|   | Франція   |         |                  |
|   | Швейцарія |         |                  |

## Дебют
- Білорусь

## Можливий дебют
- Австрія
- Велика Британія
- Грузія
- Італія

## Відмова
- Португалія - фінансові проблеми